# هديل كامل
هديل كامل (22 تشرين الثاني 1967 -)، ممثلة عراقية، هي ابنة الفنانة فوزية الشندي وشقيقة الممثلة هند كامل.
بدأت العمل في التمثيل منذ طفولتها في الرابعة من عمرها بدور في تمثيلية (تضحية وجدار) من إخراج الدكتور محمد الجنابي، ولكن البداية الفعلية كانت في برامج الأطفال في مبنى الإذاعة والتلفزيون وكان عمرها انذاك 14 عاما.ثم بدأت المشاركة في أعمال درامية تلفزيونية ومسرحية وسينمائية كثيرة، وكانت لها منذ صغرها مشاركات في أعمال درامية تلفزيونية مع شركات فنية عربية أردنية ولبنانية ومؤسسة الإنتاج البرامجي المشترك لدول الخليج العربي/ الكويت في برنامج (افتح يا سمسم) الجزء الثالث. ومن أشهر أدوارها في السينما مثلت دور (لميعة) (الفتاة التي استشهدت بعرسها ابان الحرب العراقية الإيرانية) في فيلم (عرس عراقي) من إخراج محمد شكري جميل، وفي المسرح كان دور (سميرة) في مسرحية (العودة) من إخراج: قاسم محمد وتاليف الشاعر يوسف الصائغ.وفي التلفزيون...كانت هناك ادوار كثيرة اعتبرها مهمة ومتميزة...مثل شخصية (ندى) في مسلسل (الأماني الضالة) وشخصية (بشائر) في مسلسل (بشائر). تخرجت من كلية الفنون الجميلة في عام 1990 , وفي عام 1994 نالت شهادة الماجستير في قسم السمعية والمرئية وتخصصها كان في (الإخراج التلفزيوني) وعنوان رسالتها كان (المظهر التنبؤي في المنطقة الدرامية المنطقية) وكانت الرسالة تركز على موضوع الاستهلاك في المادة التلفزيونية سواء كانت برامجية أو درامية واهميتها في جذب المشاهد وارتباطها المنطقي بالخاتمة وهذه العلاقة هي عبارة المخرج الأهم اثناء تنفيذه للعمل. كانت متزوجه من الفنان رياض شهيد
هديل كامل تزوجت من أحد القادة العسكريين العميد الركن باسم حسن عباس الدهيمي في العراق والذي قتل على يد تنظيم الدولة الإسلامية في العراق بتاريخ 2 مارس 2016.
حصلت الفنانة هديل كامل على لقب سفيرة نادي ثقافة الأطفال الأيتام في دمشق، وهي تعيش حالياً في المهجر.

## أعمالها التلفزيونية
- ثابت افندي إخراج عماد عبد الهادي 1983
- ثلاثية الدمعة الباردة إخراج عماد عبد الهادي 1984
- القضوة إخراج محمد العوالي 1985
- الصقر إخراج سعود الفياض 1985
- قطاف من ثمر إخراج سالم الكردي 1986
- (من يعطيني الشمس) إخراج/صلاح كرم 1987
- نادية 1988
- شمس البوادي 1988
- (الأماني الضالة) إخراج حسن حسني 1989
- افتح يا سمسم 1990
- نساء في الذاكرة إخراج فيصل الياسري 1991
- (الأوائل) إخراج سلام الأمير 1997
- برنامج مسرح بلا حدود قناة العراق الفضائية 2002
- برنامج عالم الرواية قناة العراق الفضائية 2002
- رياح الماضي إخراج نبيل يوسف 2005
- غرباء الليل إخراج جلال كامل 2009
- اخر الملوك إخراج حسن حسني 2011

## أعمالها السينمائية
- الحدود الملتهبة 1984 إخراج صاحب حداد
- مكان في الغد إخراج صبيح عبد الكريم 1987
- سحابة صيف 1987 إخراج صبيح عبد الكريم
- عرس عراقي 1988 إخراج محمد شكري جميل
- فجر يوم حزين 1993 إخراج < صلاح كرم الوتار >

## أعمالها المسرحية
- العودة إخراج قاسم محمد 1986
- لعبة الحب إخراج قاسم محمد 1988
- ثورة الموتى إخراج محسن العزاوي 1990
- انظر وجه الماء إخراج عزيز خيون 1993
- البديل إخراج محسن العزاوي 1994
- الرجال الجوف إخراج غانم حميد 1998

## أهم الأعمال الإذاعية
من أشهر برامجها الاذاعية " البرنامج اليومي (عالم الأطفال) في اذاعة صوت الجماهير، والبرنامج الشهير (حذار من اليأس) مع والدتها فوزية الشندي، بالأضافة إلى مجموعة كبيرة من الأعمال الدرامية الاذاعية والمشاركة في دبلجة الأفلام العلمية لشركة سومر السمعبصرية.

## أهم المهرجانات التي شاركت فيها
- مهرجان الإنتاج التلفزيوني في تونس (تمثيلية ثابت افندي) 1984
- مهرجان بغداد المسرحي (مسرحية العودة) 1986
- الاسبوع الثقافي العراقي في الجزائر (مسرحية العودة) 1987
- مهرجان قرطاج المسرحي في تونس (مسرحية البديل) 1994
- مهرجان أيام عمان المسرحية (مسرحية الرجال الجوف) 1998
- مهرجان الإذاعة والتلفزيون في القاهرة 2005

- جائزة تقديرية عن دور في تمثيلة (ثابت افندي) المشاركة في مهرجان التمثيليات التلفزيونية الثاني في تونس/1983
- جائزة أفضل ممثلة واعدة عن دوري في مسرحية (العودة) المشاركة في المركز العراقي للمسرح / ITI في بغداد لسنة 1987
- شهادة تقديرية من نقابة الفنانين العراقيين كمساهمة مبدعة لعام 1988
- جائزة أفضل ممثلة اولى في الفلم العراقي (عرس عراقي) المشترك في مهرجان النصر والسلام /بغداد 1989
- جائزة أفضل ممثلة اولى في مسرحية (لعبة الحب) المشتركة في مهرجان النصر والسلام / بغداد 1989

- مديرة برامج في قناة الرشيد التلفزونية
- مديرة برامج في قناة السومرية الفضائية
- مديرة برامج في قناة عشتار الفضائية
- عضو مجلس الأمناء في شبكة الاعلام العراقي عام 2016